# Rogers Building (Toronto)
Das Rogers Building ist ein hohes Gebäude in Toronto, Ontario, Kanada. Das Gebäude gehört und wird von Rogers Communications als Hauptsitz genutzt.
Das Gebäude befindet sich an der 777 Jarvis Street (1 Ted Rogers Way). Das Bürokomplex grenzt an die Straßen Jarvis, Bloor, Huntley und Isabella Streets. Die Mount Pleasant Road teilt die nordwestliche Ecke des Geländes. Rogers verfügt über weitere Gebäude auf der gegenüberliegenden Seite, die mit Brücken, oberirdisch und mit Tunneln unterirdisch verbunden sind. Die miteinander verbundenen Gebäude werden auch als Rogers Campus bezeichnet.
In dem Gebäude wird der Vertrieb der Magazine von Rogers Media organisiert. Des Weiteren befinden sich einige Radiosender in dem Gebäude.
Der Sportfernsehsender Rogers Sportsnet bezog am 30. April 2008 seine neuen Studios in dem Gebäude. Zu Rogers Media gehören weitere Fernseh- und Radiosender, die sich auf andere Gebäude im Stadtgebiet verteilen.